# 開普平原

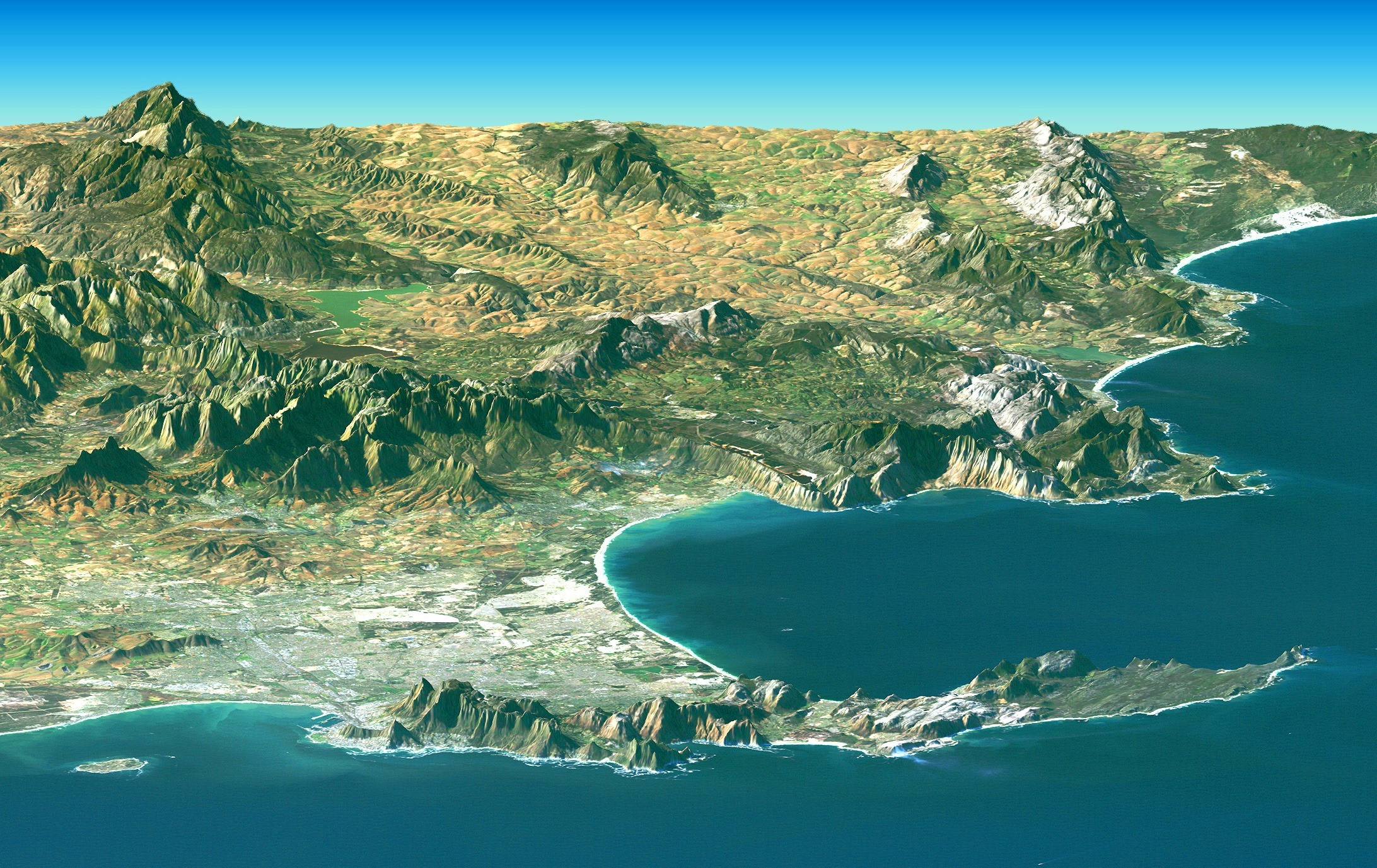
陸地衛星計畫的雷達偵測正視圖，開普半島的前景。

开普平原（Cape Flats）位于南非西开普省，是开普敦市东南部的一片广阔、低洼的平原地带。开普平原地势平坦，海拔较低，连接着开普半岛与非洲大陆。开普平原属地中海气候 ，夏季温暖干燥，冬季凉爽潮湿。
开普平原地质由风成沙层覆盖，沙源于邻近海滩，历经十万年堆积而成。下部基岩为晚前寒武纪马尔默斯伯里群页岩、粉砂岩和砂岩，局部夹有花岗岩侵入体。假湾沿岸部分沙丘已固结为软砂岩（钙质砂岩），形成低矮悬崖，内含珍贵化石如灭绝的开普狮，并提供史前人类狩猎活动的重要证据。